# 吴彦求
吴彦求（1892年—1983年），又名吴与志，男，江苏睢宁人，中国政治人物，安徽省高级人民法院原院长，安徽省政协原副主席，中国农工民主党中央委员会原常务委员，第三、四届全国政协委员，第四、五届全国人大代表。